# آناتا
آناتا (انگلیسی: anattā)، نداشتن خود یا ناخودی، یکی از سه نشان هستی در آئین بودا است. بدون فهم آن شناخت واقعی یه آئین بودا ناممکن است.

## خود نداشتن
نداشتنِ خود، «نه-خود»، بی منی، نداشتن فردیت، بنا بر نظریهٔ anattā، نه در نمودهای روانی نه در نموهای جسمانی، و نه بیرون از آن‌ها، هیچ جا نمی‌توان چیزی یافت که در معنای نهائی بتوان آن دارندهٔ باشندهٔ واقعی خود، روان، یا هر جوهر جاوید دیگر دانست که به خود هستی داشته باشد.

## بودا
بودا را، (anatta-vadi) می‌خوانند، یعنی تعلیم دهندهٔ ناخودی.

## رنج در هستی‌شناسی بودا
بودا سراسر اجزای هستی را دارای سه ویژگی می‌داند: آنیکه (بی‌ثباتی)، دوکه (رنج)، و آناتا (نه خود). این سه نشانهٔ هستی حاصل تأمل بودا بر جهان هستی و موجودات آن است.

## آناتمان
آناتا (anattā) به پالی یعنی غیر خود «یا عدم جوهر ثابت» معادل آن به سانسکریت «آناتمان» (anatman) یا عدم آتمان است.